# 鯨偶蹄目
鯨偶蹄目（くじらぐうていもく・げいぐうていもく、Cetartiodactyla）は、哺乳綱の1目。クジラ偶蹄目とも書く。鯨偶蹄類、鯨偶蹄上目などとすることもある。カナ書きの原則ではクジラウシ目とされることもある。
東工大の岡田典弘のグループが確立した遺伝子を用いた手法、いわゆるSINE法（レトロポゾン法）により、鯨類が旧分類の偶蹄目、中でも特にカバ科と特に近縁である事が分子系統解析で明らかになった事により偶蹄目と鯨目をあわせる事で設けられた目である。
学名 Cetartiodactyla は、Cetacea（鯨目）と Artiodactyla（偶蹄目）の合成語である。なお上述の発見以降は、国際動物命名規約における先取権の原理を適用して偶蹄目（Artiodactyla）を鯨類＋旧偶蹄類の意味に用いる場合もある。

## 分類の歴史
従来より偶蹄目と鯨目は、左右1対の気管支とは別に、右側のみ気管から分岐し右肺へと達する管が存在するという共通した特徴をもっていることが知られていた。そのためこの両者は近縁と考えられていて、この2目を姉妹群とする説はあった（ただし、必ずしも広く認められていたわけではない）。これら2目からなる系統の名として Cetartiodactyla が使われ、分類階級は上目、または、下綱と目の間の名前のない階級とされた。
1994年以降、ミトコンドリアDNA法などにより、鯨目の姉妹群はカバである可能性が示唆されていた。のちに鯨類とカバからなる系統は Whippomorpha または Cetancodonta と名づけられた。
1997年、島村満らは、偶蹄目と鯨目が姉妹群なのではなく、鯨目が偶蹄目の内系統であり、偶蹄目は側系統であることを明らかにした。同年にC. Montgelardらは、このクレードに対して“Cetartiodactyla”という名称を使用した。
1999年、二階堂雅人らは、SINE法（反復配列の違いを比較する方法の一種）により、偶蹄目と鯨目の詳細な系統を明らかにした。従来から示唆されていた通り、鯨目の姉妹群はカバだった。
SINE法による結果は、その後の研究でも支持された。これらに従い、側系統となった偶蹄目は廃し、Cetartiodactyla を目とみなすことが多くなった。なおこのような場合、鯨目を偶蹄目に含めて偶蹄目を単系統にして存続させることも考えられる。

## 系統樹
分子系統解析から以下の系統樹が推定されている：
|  | マメジカ下目（Tragulina） |
|  | |
|  | 真反芻下目（Pecora） ジャコウジカ科、シカ科（シカ、トナカイ、シフゾウ）、ウシ科（ウシ、アンテロープ、ヤギ、ヒツジ）、キリン科（キリン、オカピ）、プロングホーン科 |
|  | |

|  | カバ下目（Ancodonta） カバ科（カバ、コビトカバ）                                          |
|  |                                                                                           |
|  | 鯨類（Cetacea）ヒゲクジラ小目（シロナガスクジラ）、ハクジラ小目（マッコウクジラ、イルカ） |
|  |                                                                                           |

|  | マメジカ下目（Tragulina） |
|  | |
|  | 真反芻下目（Pecora） ジャコウジカ科、シカ科（シカ、トナカイ、シフゾウ）、ウシ科（ウシ、アンテロープ、ヤギ、ヒツジ）、キリン科（キリン、オカピ）、プロングホーン科 |
|  | |

|  | カバ下目（Ancodonta） カバ科（カバ、コビトカバ）                                          |
|  |                                                                                           |
|  | 鯨類（Cetacea）ヒゲクジラ小目（シロナガスクジラ）、ハクジラ小目（マッコウクジラ、イルカ） |
|  |                                                                                           |

|  | マメジカ下目（Tragulina） |
|  | |
|  | 真反芻下目（Pecora） ジャコウジカ科、シカ科（シカ、トナカイ、シフゾウ）、ウシ科（ウシ、アンテロープ、ヤギ、ヒツジ）、キリン科（キリン、オカピ）、プロングホーン科 |
|  | |

|  | カバ下目（Ancodonta） カバ科（カバ、コビトカバ）                                          |
|  |                                                                                           |
|  | 鯨類（Cetacea）ヒゲクジラ小目（シロナガスクジラ）、ハクジラ小目（マッコウクジラ、イルカ） |
|  |                                                                                           |

|  | マメジカ下目（Tragulina） |
|  | |
|  | 真反芻下目（Pecora） ジャコウジカ科、シカ科（シカ、トナカイ、シフゾウ）、ウシ科（ウシ、アンテロープ、ヤギ、ヒツジ）、キリン科（キリン、オカピ）、プロングホーン科 |
|  | |

|  | カバ下目（Ancodonta） カバ科（カバ、コビトカバ）                                          |
|  |                                                                                           |
|  | 鯨類（Cetacea）ヒゲクジラ小目（シロナガスクジラ）、ハクジラ小目（マッコウクジラ、イルカ） |
|  |                                                                                           |

|  | マメジカ下目（Tragulina） |
|  | |
|  | 真反芻下目（Pecora） ジャコウジカ科、シカ科（シカ、トナカイ、シフゾウ）、ウシ科（ウシ、アンテロープ、ヤギ、ヒツジ）、キリン科（キリン、オカピ）、プロングホーン科 |
|  | |

|  | カバ下目（Ancodonta） カバ科（カバ、コビトカバ）                                          |
|  |                                                                                           |
|  | 鯨類（Cetacea）ヒゲクジラ小目（シロナガスクジラ）、ハクジラ小目（マッコウクジラ、イルカ） |
|  |                                                                                           |

|  | マメジカ下目（Tragulina） |
|  | |
|  | 真反芻下目（Pecora） ジャコウジカ科、シカ科（シカ、トナカイ、シフゾウ）、ウシ科（ウシ、アンテロープ、ヤギ、ヒツジ）、キリン科（キリン、オカピ）、プロングホーン科 |
|  | |

|  | カバ下目（Ancodonta） カバ科（カバ、コビトカバ）                                          |
|  |                                                                                           |
|  | 鯨類（Cetacea）ヒゲクジラ小目（シロナガスクジラ）、ハクジラ小目（マッコウクジラ、イルカ） |
|  |                                                                                           |

|  | マメジカ下目（Tragulina） |
|  | |
|  | 真反芻下目（Pecora） ジャコウジカ科、シカ科（シカ、トナカイ、シフゾウ）、ウシ科（ウシ、アンテロープ、ヤギ、ヒツジ）、キリン科（キリン、オカピ）、プロングホーン科 |
|  | |

|  | カバ下目（Ancodonta） カバ科（カバ、コビトカバ）                                          |
|  |                                                                                           |
|  | 鯨類（Cetacea）ヒゲクジラ小目（シロナガスクジラ）、ハクジラ小目（マッコウクジラ、イルカ） |
|  |                                                                                           |

|  | マメジカ下目（Tragulina） |
|  | |
|  | 真反芻下目（Pecora） ジャコウジカ科、シカ科（シカ、トナカイ、シフゾウ）、ウシ科（ウシ、アンテロープ、ヤギ、ヒツジ）、キリン科（キリン、オカピ）、プロングホーン科 |
|  | |

|  | カバ下目（Ancodonta） カバ科（カバ、コビトカバ）                                          |
|  |                                                                                           |
|  | 鯨類（Cetacea）ヒゲクジラ小目（シロナガスクジラ）、ハクジラ小目（マッコウクジラ、イルカ） |
|  |                                                                                           |

## 新しい系統による新しい知見

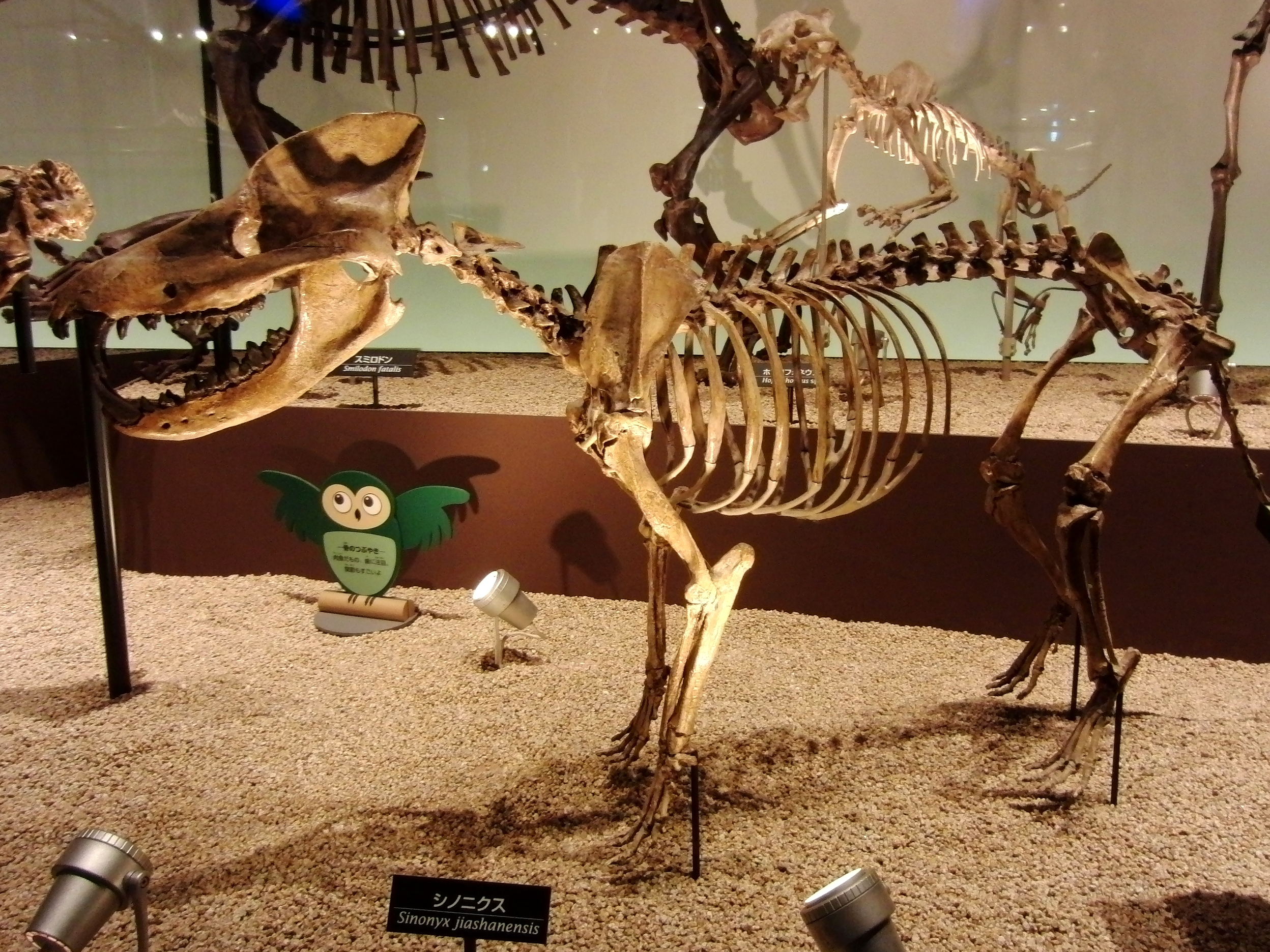
メソニクス目のシノニクスの骨格標本。国立科学博物館の展示。

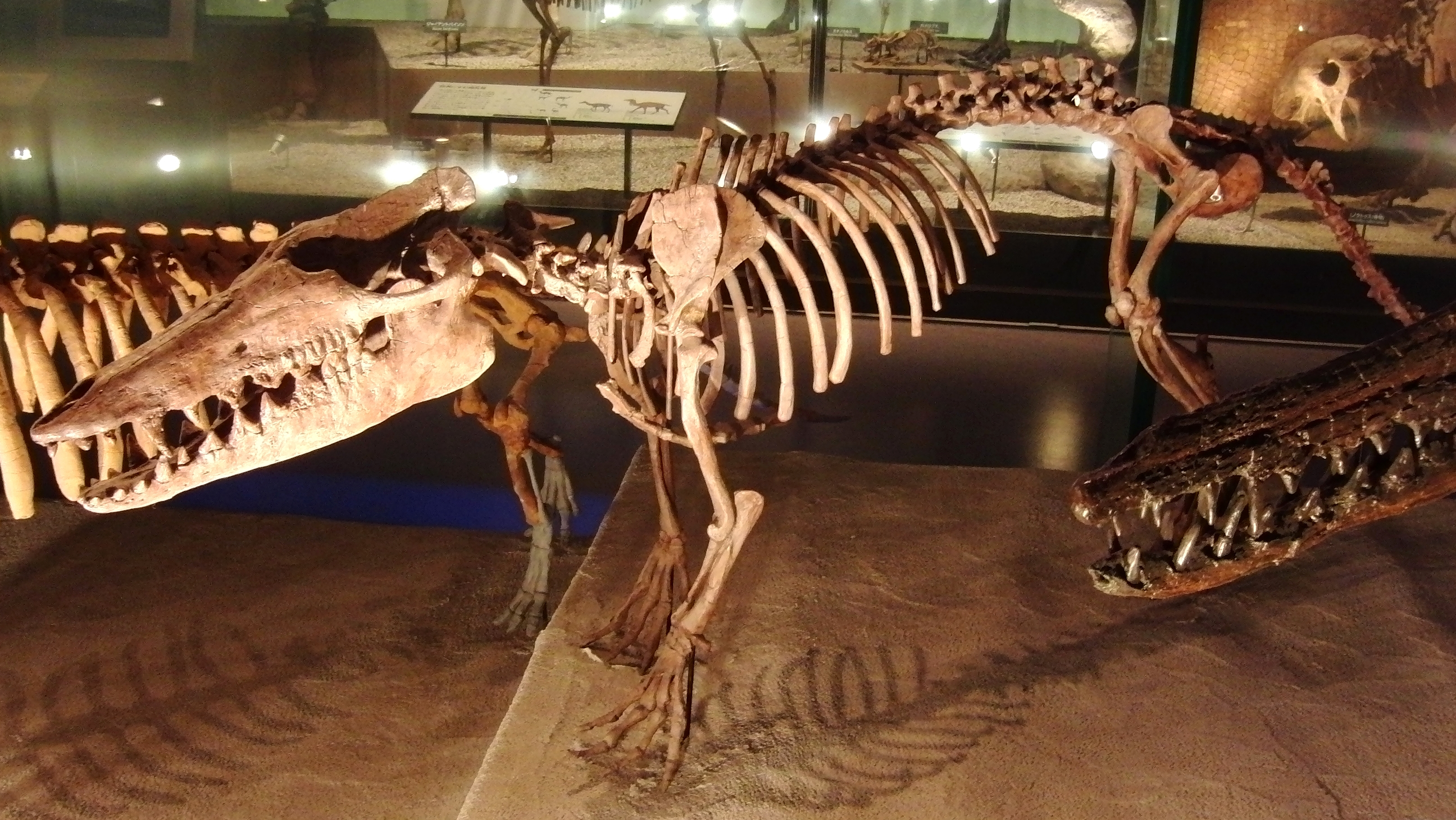
パキケトゥス・アトッキの骨格標本。国立科学博物館の展示。

### 鯨類とカバの共通点
以下のような共通の特徴は、従来は水生化などにともなう収斂進化と考えられていたが、新しい系統により、水生依存の強い祖先を同じくすることによる共有派生形質であることが明らかになった。
- 水生。特に、カバと初期の鯨類は淡水生である。
- 水中で育児をする。
- ほとんど毛がない（カバはほとんど無毛、鯨類は一部の種を除き完全に無毛である）。
- 皮脂腺がない。
- 水中で音を使ってコミュニケートする。
- 睾丸は陰嚢にない（カバでは鼠蹊部、鯨類では腹腔内にある）。
- 複胃を持つ[19]。

### メソニクスの位置づけ
絶滅哺乳類であるメソニクス目は、両脚に蹄を持ち、第3指・第4指の2本を軸に体重を支えるなどといった骨格の特徴から偶蹄目及び鯨目に近縁といわれており、また歯の形態が初期の鯨類に似ていることなどから、従来鯨類の祖先か、祖先に近縁と考えられていた。しかし、後肢のかかとの関節にある距骨の上下端に偶蹄目の特徴である滑車状の構造がないため、近縁ではあるものの鯨偶蹄目に属する系統ではなく、鯨類の祖先ではないという見方が強まった。さらにまた、パキスタンから出土したパキケトゥス・アトッキ Pakicetus attocki (West, 1980) が完全に陸上を走り回ることができる陸上動物としての体制をもち、距骨に滑車状の構造が確認されたこと、内耳の耳骨に鯨目の特徴である肥厚が出現していることの2点から、陸上生活をしていた鯨類の祖先が偶蹄目の形質を持っていたことがほぼ確実視されるようになった。こうして、現在ではメソニクス類と鯨類との共通点は、収斂進化によるものであるとみなされている。

## 分類
- Order Artiodactyla/Clade Cetartiodactyla[21][22]　鯨偶蹄目（偶蹄目）
  - Suborder Tylopoda 核脚亜目
    - Family †Anoplotheriidae?
    - Family †Cainotheriidae カイノテリウム科
    - Family †Merycoidodontidae メリコイドドン科
    - Family †Agriochoeridae アグリオコエルス科
    - Family Camelidae ラクダ科
    - Family †Oromerycidae オロメリクス科
    - Family †Xiphodontidae

  - Clade Artiofabula
    - Suborder Suina 猪豚亜目
      - Family Suidae イノシシ科
      - Family Tayassuidae ペッカリー科
      - Family †Sanitheriidae
      - Family †Doliochoeridae

    - Clade Cetruminantia Cetruminantia類
      - Clade Ruminantiamorpha
        - Suborder Ruminantia 反芻亜目
          - Infraorder Tragulina マメジカ下目
            - Family †Amphimerycidae　
            - Family †Prodremotheriidae
            - Family †Protoceratidae プロトケラス科
            - Family †Hypertragulidae ヒペルトラグルス科
            - Family †Praetragulidae
            - Family Tragulidae マメジカ科
            - Family †Archaeomerycidae
            - Family †Lophiomerycidae

          - Infraorder Pecora 真反芻下目
            - Family †Gelocidae ゲロクス科
            - Family †Palaeomerycidae パレオメリクス科
            - Family Antilocapridae プロングホーン科
            - Family †Climacoceratidae
            - Family Giraffidae キリン科
            - Family †Hoplitomerycidae
            - Family Cervidae シカ科
            - Family †Leptomerycidae レプトメリクス科
            - Family Moschidae ジャコウジカ科
            - Family Bovidae ウシ科

      - Clade Cetancodontamorpha
        - Genus †Andrewsarchus?　アンドリューサルクス
        - Family †Entelodontidae エンテロドン科
        - Suborder Whippomorpha 鯨河馬形類
          - Family †Raoellidae
          - Superfamily Dichobunoidea（側系統）
            - Family †Dichobunidae ディコブネ科
            - Family †Helohyidae ヘロヒウス科
            - Family †Choeropotamidae コエロポタムス科
            - Family †Cebochoeridae ケボコエルス科
            - Family †Mixtotheriidae

          - Infraorder Ancodonta カバ下目
            - Family †Anthracotheriidae アントラコテリウム科（側系統）
            - Family Hippopotamidae カバ科

          - Infraorder Cetacea 鯨類
            - Parvorder †Archaeoceti 古鯨類
              - Family †Pakicetidae パキケトゥス科
              - Family †Ambulocetidae アンブロケトゥス科
              - Family †Remingtonocetidae レミングトノケトゥス科
              - Family †Basilosauridae バシロサウルス科

            - Parvorder Mysticeti ヒゲクジラ類
              - Superfamily Balaenoidea
                - Family Balaenidae セミクジラ科
                - Family Cetotheriidae ケトテリウム科

              - Superfamily Balaenopteroidea
                - Family Balaenopteridae ナガスクジラ科
                - Family Eschrichtiidae コククジラ科

            - Parvorder Odontoceti ハクジラ類
              - Superfamily Delphinoidea マイルカ上科
                - Family Delphinidae マイルカ科
                - Family Monodontidae イッカク科
                - Family Phocoenidae ネズミイルカ科

              - Superfamily Physeteroidea マッコウクジラ上科
                - Family Kogiidae コマッコウ科
                - Family Physeteridae マッコウクジラ科

              - Superfamily Platanistoidea カワイルカ上科
                - Family Platanistidae インドカワイルカ科

              - Superfamily Inioidea
                - Family Iniidae アマゾンカワイルカ科

              - Superfamily Lipotoidea
                - Family Pontoporiidae ラプラタカワイルカ科
                - Family Lipotidae ヨウスコウカワイルカ科

              - Superfamily Ziphioidea アカボウクジラ上科
                - Family Ziphidae アカボウクジラ科